# Habitatge al carrer Sant Llorenç, 74 (la Galera)
L'Habitatge al carrer Sant Llorenç, 74 és una obra eclèctica de la Galera (Montsià) inclosa a l'Inventari del Patrimoni Arquitectònic de Catalunya.

## Descripció
Juntament amb els edificis característics de tota població camperola aquí al poble de la Galera trobem una sèrie de construccions de finals del segle xix i inicis del XX que fan funció de magatzem. En aquest cas trobem magatzem a la planta baixa i habitatge al pis. A la planta baixa s'hi accedeix mitjançant una porta d'arc escarser. Al primer pis hi ha un balcó amb dues sortides amb arc de mig punt. L'edifici està rematat per una coberta plana amb una barana que alterna pilars i murs calats.
La façana ha estat reabilitada, a la vegada que s'ha ampliat l'habitatge amb el solar veí.